# سي جي إيه أند إم قسم الأداء الموسيقي
سي جي إيه أند إم قسم الأداء الموسيقي (هانغل:CJ E&M 음악공연사업부문: سي جي إيه أند إم إماك يببومون غونغيونسا)، أيضا تعرف بي سي جي إيه أند إم ميوزيك أند لايف (أو Music·Live) (سابقا كانت تعرف بي Mediopia Technology Corp.، GM Agency Co. Ltd.، شركة سي جي إيه للموسيقى. و مجموعة إمنت ميديا .وإمنت ميديا.)، هي شركة ترفيهية كورية جنوبية ويقع مقرها في سول، كوريا الجنوبية، تقوم بإنتاج وبث وتوزيع وتوفير مجموعة متنوعة من الموسيقى والبرامج الترفيهية. وهي فرع من شركة سي جي قروب القابضة. عمل ويعمل فيها عدد من المشاهير في كوريا الجنوبية مثل المغنية لي هيوري وفرقة تي-آرا وفرقة سي إن بلو وإف تي آيلاند.

## وصلات خارجية
- الموقع الرسمي